# 安德烈·弗羅納
安德烈·弗羅納（波蘭語：Andrzej Wrona；1988年12月27日—）是一位波蘭排球運動員。他也代表波蘭國家排球隊參賽.他在2012年首次進入波蘭國家排球隊，參加了2014年世界排球錦標賽，並為波蘭獲得了世錦賽金牌。